# Bar Hill Fort

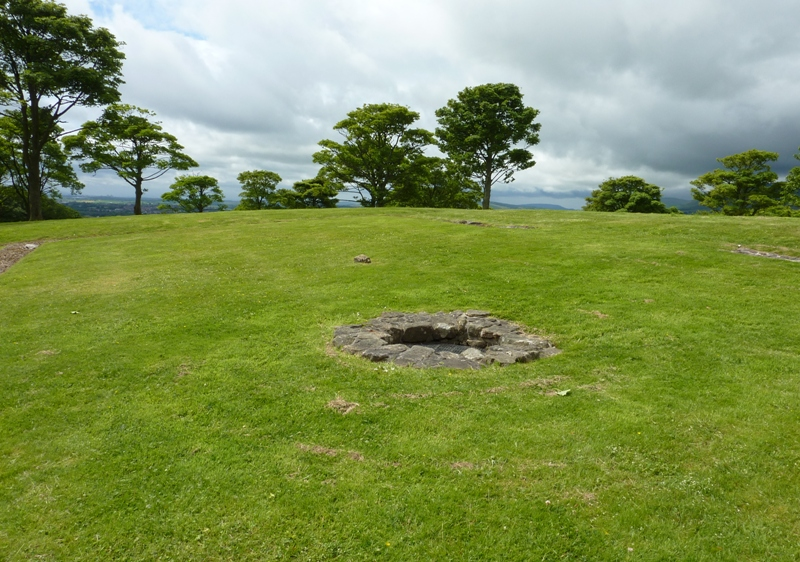
Put op de binnenplaats van het hoofdkwartiercomplex.

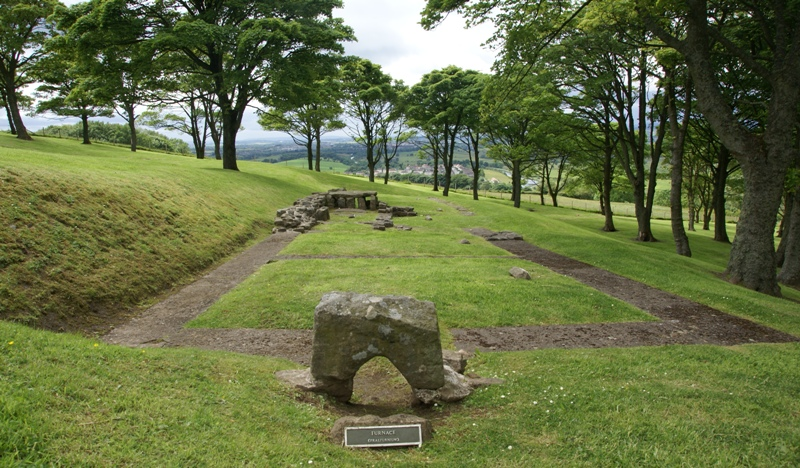
Het badhuis gezien vanuit het oosten met vooraan de oven.

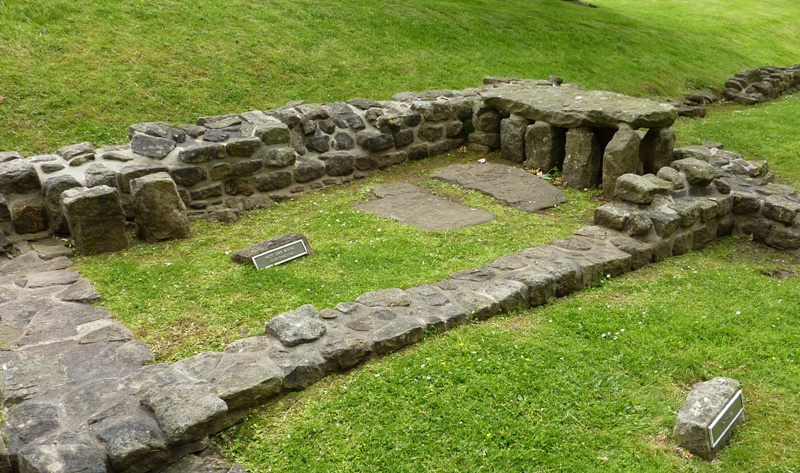
Het laconicum in het badhuis.

Het Bar Hill Fort was een Romeins fort, dat deel uitmaakte van de Muur van Antoninus, gelegen 0,6 kilometer ten oosten van Twechar in de Schotse regio East Dunbartonshire.

## Beschrijving
De Romeinse keizer Antoninus Pius liet in 142 starten met de bouw van de ruim zestig kilometer lange Muur van Antoninus. Het Bar Hill Fort is een van de zeventien forten die ongeveer om de drie kilometer werden opgetrokken langs de muur. Het Bar Hill Fort is het hoogst gelegen fort van deze forten en kon 480 manschappen huisvesten.
Het fort ligt zo'n zestig meter ten zuiden van de Muur van Antoninus en is 112 bij 114 meter groot. Het fort werd verdedigd middels een omwalling van turf en twee greppels aan de oostelijke, zuidelijke en westelijke zijde. Aan de noordzijde bevond zich slechts één greppel. Bij opgravingen tussen 1902 en 1905 door Macdonald en Park werden onder andere de fundamenten blootgelegd van een graanschuur, van barakken, van een badhuis en van een gebouw, dat diende als hoofdkwartier van het fort. Op de binnenplaats van het hoofdkwartier werd een put van dertien meter diep ontdekt.
De Romeinen verlieten het Bar Hill Fort in de late tweede eeuw. Hierbij werd het fort vernietigd en spullen die niet de moeite waard waren om mee te nemen werden in de put geworpen.
Het badhuis was een rechthoekig gebouw met van west naar oost een kleedruimte en latrine, een frigidarium en drie warme ruimtes (caldarium), waarbij de meest oostelijke de warmste ruimte was. Aan deze zijde van het gebouw bevond zich dan ook de oven, die werd gestookt aan de buitenzijde van het badhuis.
Bij het badhuis werd een vuilnisbelt gevonden in de vorm van een kuil van drie meter diep en vijf meter breed. Hierin werden onder andere oude laarzen gevonden, gebroken aardewerk en elf menselijke hand- en voetbotjes. Wellicht zijn deze botjes de restanten van amputaties.

## Beheer
Het Bar Hill Fort wordt beheerd door Historic Environment Scotland.